# Сифон (моллюски)
Сифон — трубчатый орган, встречающийся у водных моллюсков из классов брюхоногих, двустворчатых и головоногих. Представляет собой трубку, соединяющую мантийную полость с внешней средой. У брюхоногих и двустворчатых образован мантией; сифон головоногих (также называемый воронкой) образован ногой.
Через сифон моллюск осуществляет ток воды (реже воздуха), который используется для одной или нескольких целей: движения, питания, дыхания или размножения. У брюхоногих и головоногих моллюсков только один сифон, а у большинства двустворчатых два — вводной и выводной. Однако у раковинных головоногих (наутилусов и ряда вымерших форм) есть, кроме воронки, ещё одна называемая сифоном структура: вырост заднего конца тела, проходящий через камеры раковины.
У брюхоногих и наутилусов сифон образован свёрнутым в трубку листом ткани, а у двужаберных он является цельной трубкой.

## Галерея

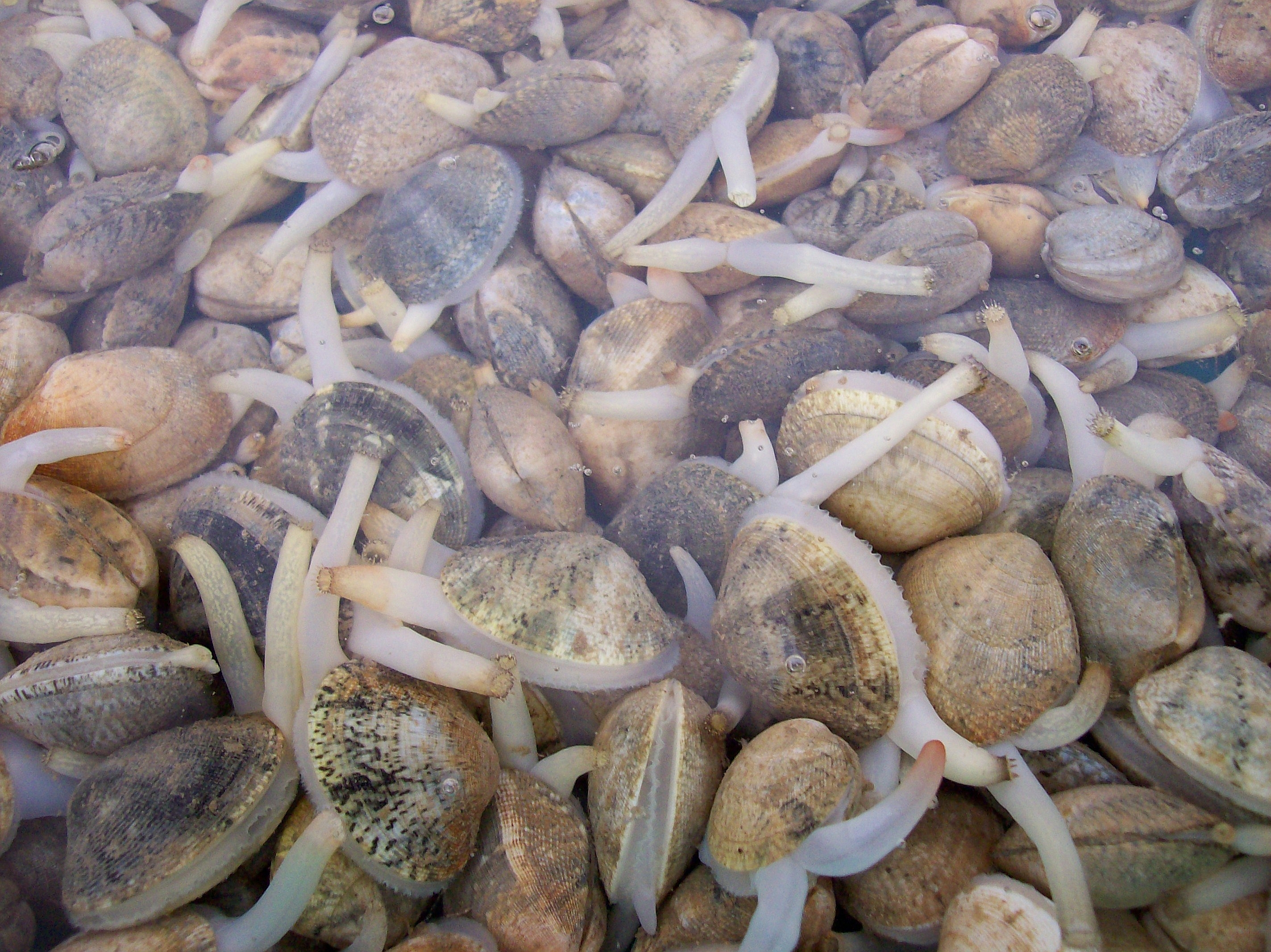
Венериды с высунутыми сифонами
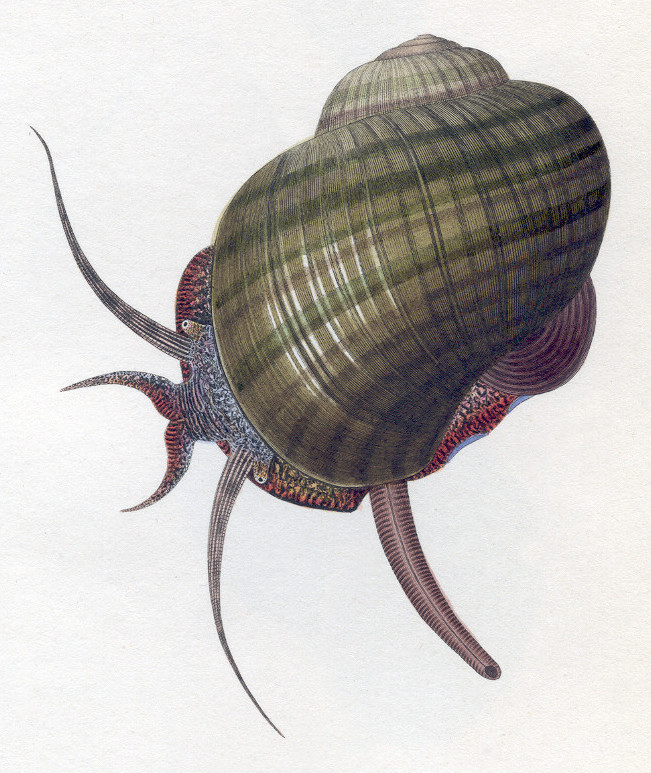
Pomacea paludosa, сифон в правом нижнем углу
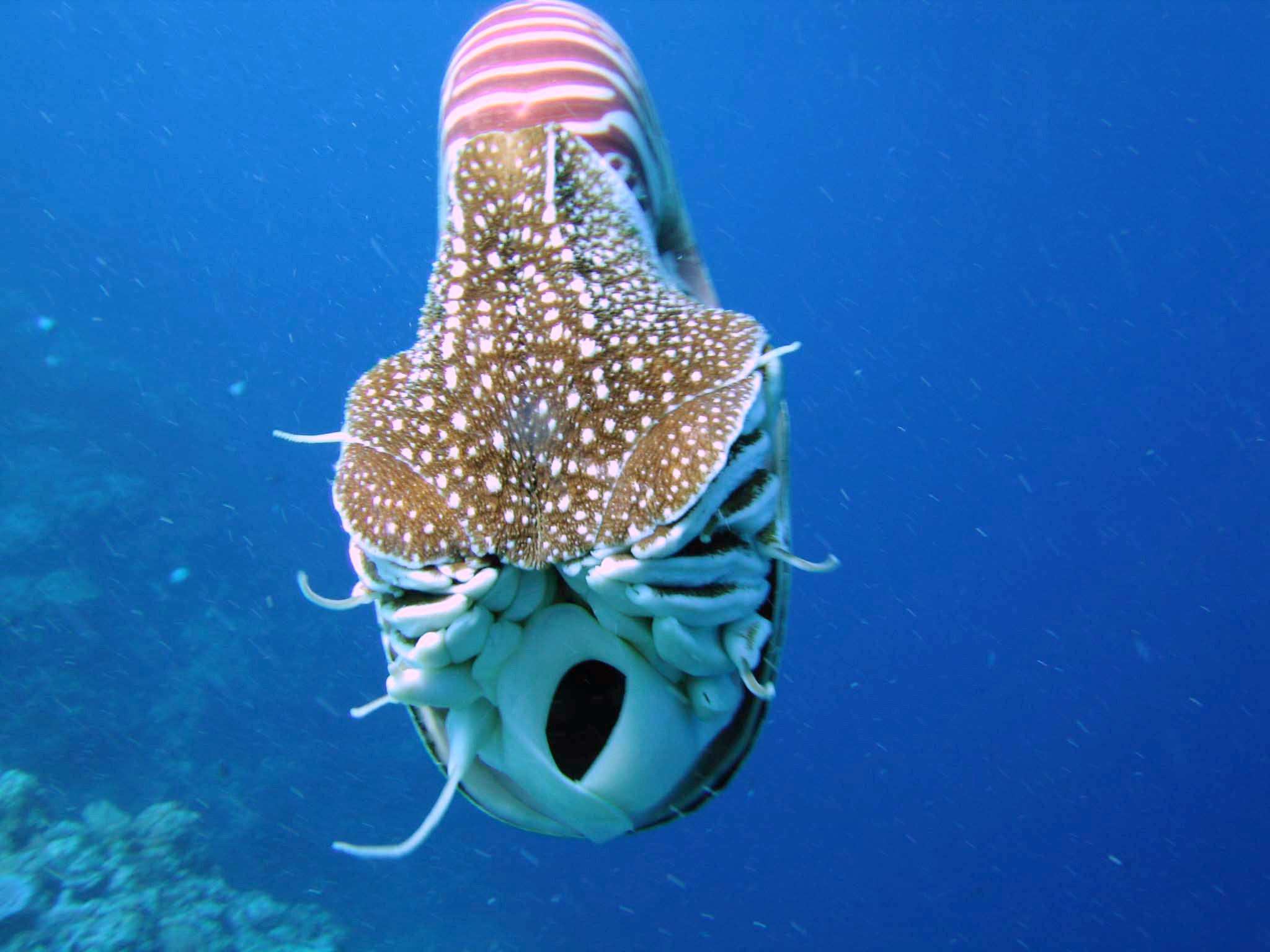
Nautilus belauensis, вид спереди. Виден открытый раструб воронки